# Kunčina
Kunčina – gmina w Czechach, w powiecie Svitavy, w kraju pardubickim. Według danych z dnia 1 stycznia 2014 liczyła 1 377 mieszkańców.